# 華嚴蓮社
華嚴蓮社，全名財團法人台北市華嚴蓮社，是位於台灣台北市中正區濟南路的佛寺，主祀釋迦牟尼。該佛寺興建於1952年，組織型態為財團法人制，祭典日期則是每年農曆之四月初八。

## 外部連結
- 官方网站
- 華嚴蓮社的Facebook專頁